# 霍去病
霍 去病（かく きょへい、拼音: Huò Qù-bìng、紀元前140年 - 紀元前117年）は、前漢の武帝時代の武将である。父は霍仲孺。母は衛少児（衛子夫・衛青の姉）。異母弟は大司馬大将軍になり、武帝後の政治を取り仕切った霍光。冠軍侯に封じられ、死後景桓侯と謚された。

## 略歴
霍去病の母の妹にあたる衛子夫が武帝に寵愛され劉拠を生んで皇后に立てられたため、親族にあたる霍去病も武帝の覚えが良く寵愛されていた。また、漢王朝創立時からの功臣である陳平の玄孫の陳掌は霍去病の母と密通しており、霍去病の義父となった。
騎射に優れており、18歳で衛青に従って匈奴征伐に赴いている。その後も何度も匈奴征伐に功績を挙げ、3万の首を上げ、紀元前121年に史上初の驃騎将軍に、さらに紀元前119年には匈奴の本拠地を撃破し、衛青と並んで大司馬とされた。大功と武帝の寵愛により並ぶ者が無くなった霍去病だが、紀元前117年、わずか24歳で病死した。
霍去病と衛青は同時代に活躍し、血縁でもある事からよく比較される。衛青は少年時代に奴隷であった経験から人にへりくだり、常に下級兵士の事を考えていたと言われる。その一方で、霍去病は物心付いた時には既に一族は外戚であり、叔父が匈奴討伐に大功を上げていた。その事から叔父とは対照的に傲慢であり、兵士が飢えている時に自分たちは豪華な幕舎の下で宴会を開くような事をしていた。
しかし宮廷でも兵士の間でも、霍去病のほうが人気は上であった。衛青は武帝の機嫌を損ねないように常に気を使い、へりくだりが度を過ぎて媚を売るような所があったとされ、また、霍去病の傲慢も頼もしい勇壮と見られていた模様だった。ある時、武帝が孫氏・呉氏の兵法を教えようとしても「昔の兵法など知る必要はなく実戦の中で考えれば良いだけだと思います」と答えた。武帝も自身の性格から、積極果敢な霍去病をより好んでいた。
また衛青が李広の末子の李敢に襲撃されたことに憤慨し、その李敢を射殺した逸話によって世間からは義侠の士として人気があったという。
子の霍嬗（字は子侯）は武帝封禅の儀において、武帝と唯一共にし泰山に登ったと伝わり、奉車都尉に任命されるも間もなく夭折したという。孫に霍山・霍雲などがいた。

## その他
「去病」という名は「病が去る」という意味で付けられたが、その名に反して病により早世した。彼の墓は武帝の墓である茂陵の近くにあり、現在は展望公園として整備されているが、墓の霍去病の字をなでると病気が治るという伝説がある。

## 霍去病を題材とした作品
- 小説『霍去病―麒麟龍彗星譚』（塚本靑史、河出書房新社、1996年）